# 그래, 교토에 가자.
그래, 교토에 가자.(일본어: そうだ 京都、行こう。 소다 교토 이코[*])는 일본의 철도회사 도카이 여객철도 (JR도카이)가 1993년부터 진행중인 관광 캠페인이다. 도쿄 수도권이나 주쿄권에서 도카이도 신칸센을 이용하여 교토역에서 하차하는 이용객을 대상으로, 교토를 방문하려는 관광객을 유치하기 위해 교토의 풍경을 화려한 영상미와 감성적인 캐치카피로 소개하고 있다.
2016년부터는 '그래, 교토는 지금이야.'(일본어: そうだ 京都は、今だ。 소다 교토와 이마다[*])라는 새로운 홍보 시리즈를 선보였다.

## 개요

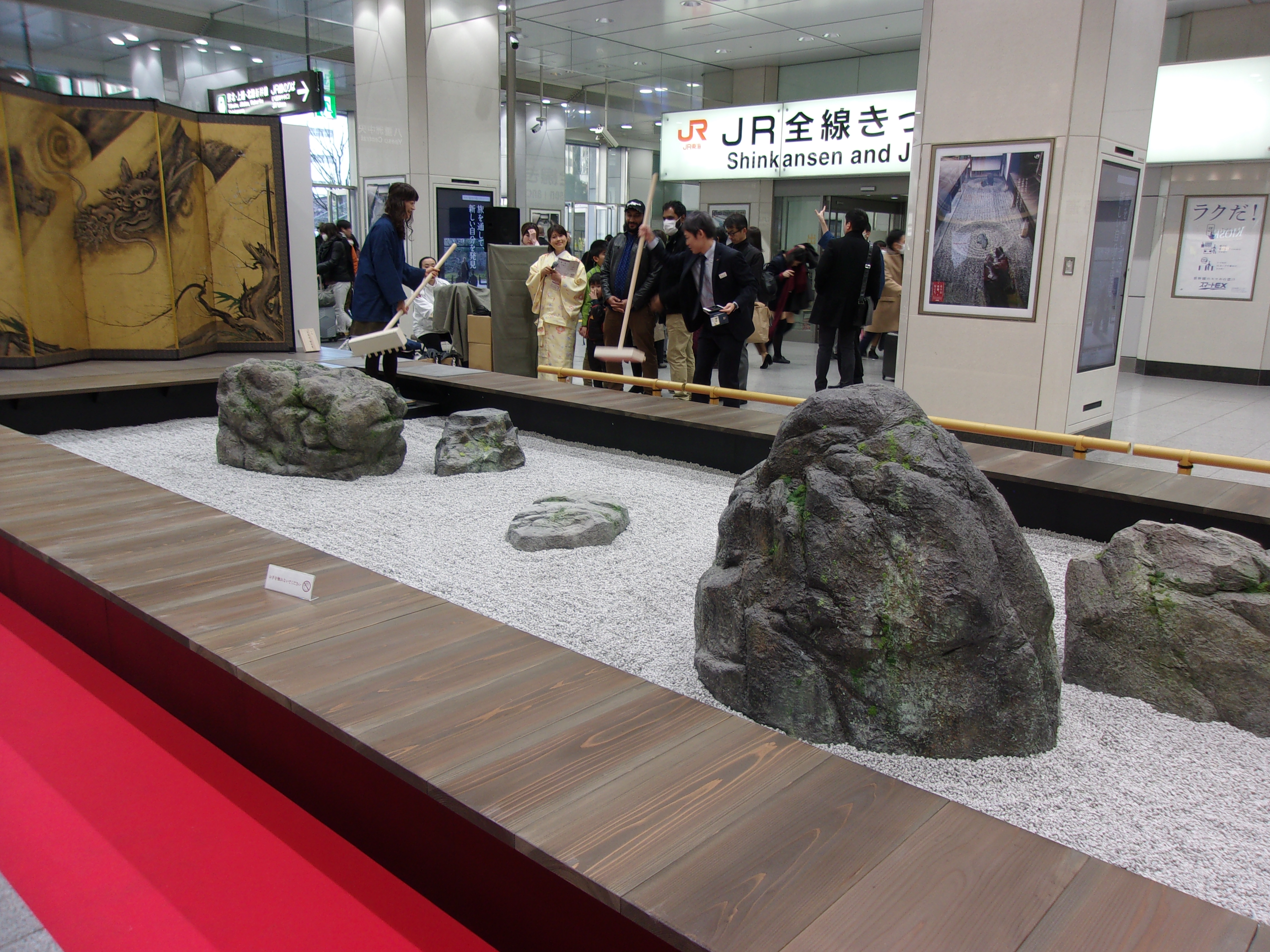
2020년 정원 탐방 기획에 맞추어 도쿄역 야에스 중앙출입구에 설치된 돌 정원의 모습

'그래, 교토에 가자.'는 1993년 헤이안 천도 1200년 기념사업에 발맞추어 기획된 광고 시리즈이다.
광고에서 다루는 장소는 교토시의 명소들을 위주로 하고 있으나 가끔씩 도시 바깥에 자리한명소도 다루고 있다. 벚꽃이나 단풍처럼 계절에 맞는 교토의 매력을 소개하고 있으며, 광고에서 다뤄진 사찰에 관광객이 크게 몰리는 등 상당한 영향력을 가지고 있다.
1993년 첫 캠페인 당시 기획을 맡은 크리에이티브 디렉터는 사사키 히로시(佐々木宏)이며 이후 10년간 본 캠페인의 광고 제작을 맡았다. 또한 첫 캠페인부터 현재까지 광고에 쓰이는 카피는 오타 메구미(太田恵美), 작중 영상의 촬영감독은 타카사키 가쓰지 (高崎勝二)가 맡고 있다.

### TV CM
캠페인의 일환으로 제작되는 텔레비전 광고에서는 배우 나가쓰카 교조(長塚京三)의 나레이션과 함께 교토의 관광지를 촬영한 영상이 소개되는 것이 특징이다. 광고의 BGM으로는 영화 사운드 오브 뮤직의 〈My Favorite Things〉를 각 CM의 분위기에 맞춰 편곡한 것을 사용하고 있다.
크리에이티브 디렉터를 맡은 사사키의 인터뷰에 따르면 첫 기획 당시 클라이언트로부터 "교토니까 그림엽서 같으면 좋겠다"는 의향을 전해듣고, 광고에 탤런트를 출연시키지 않는, "세계 최고의 그림엽서"를 만든다는 아이디어로 이어졌다고 한다.
초기에는 JR도카이의 다른 광고와 마찬가지로 교토역을 지나는 신칸센의 모습 (1993년 당시 300계, 1999년부터 700계 전동차)과 함께 로고송을 흘려보내는 구성을 취했으나, 2002년 광고부터는 이를 생략하고 있다. 2010년부터는 화면 우측이나 좌측 아래에 '본 영상은 CM상으로 연출된 것입니다'(일본어: 映像はCM上の演出を施しています。)라는 안내가 추가되어 있으며, 봄철에 내보내는 광고의 경우에는 '벚꽃 개화 정보는 JR도카이 홈페이지로'(일본어: 桜の開花情報はJR東海のHPで。)라는 자막이 표시된다.
2018년 10월, 25년간 나레이션을 맡은 나가쓰카 교조가 하차하게 되었다. 2019년 봄 편부터는 2대 나레이터로 에모토 타스쿠가 선정되어 나레이션을 맡게 되었다. 이와 함께 로고의 폰트토 리뉴얼되어, 기존에는 '그렇다 /교토, / 가자'의 3행으로 표시되던 것을 '그렇다 / 교토, 가자'의 2행으로 바꾸었다.
2020년 코로나19 사태로 TV 광고의 제작과 방영은 보류되었으며 유튜브에 웹 홍보 영상만 업로드되다가 2022년 여름에 부활하였다. 부활 후 첫 광고 대상으로는 겐닌지가 처음으로 선정되었다.

### 작품 목록
| 연도   | 절기 | 명소                     | 비고                                                   |
| ------ | ---- | ------------------------ | ------------------------------------------------------ |
| 1993년 | 가을 | 기요미즈데라             | 광고 개시                                              |
| 1993년 | 가을 | 산젠인                   |                                                        |
| 1993년 | 가을 | 지조인                   |                                                        |
| 1993년 | 가을 | 료안지                   |                                                        |
| 1993년 | 겨울 | 산주산겐도               |                                                        |
| 1993년 | 겨울 | 덴류지                   |                                                        |
| 1993년 | 겨울 | 후시미이나리 신사        |                                                        |
| 1994년 | 봄   | 닌나지                   |                                                        |
| 1994년 | 봄   | 헤이안 신궁              |                                                        |
| 1994년 | 여름 | 히에이산                 |                                                        |
| 1994년 | 여름 | 기온                     |                                                        |
| 1994년 | 가을 | 다카오                   |                                                        |
| 1994년 | 가을 | 사가노                   |                                                        |
| 1994년 | 가을 | 기타야마                 |                                                        |
| 1994년 | 겨울 | 킨카쿠지 (금각사)        |                                                        |
| 1994년 | 겨울 | 긴카쿠지 (은각사)        |                                                        |
| 1995년 | 봄   | 가모와케이카즈치 신사    |                                                        |
| 1995년 | 봄   | 다이고지 (벚꽃 편)       | 醍醐寺（桜）                                           |
| 1995년 | 봄   | 다이고지 (미술 편)       | 醍醐寺（美術）                                         |
| 1995년 | 봄   | 가미가모 오가와          | 上賀茂 小川                                            |
| 1995년 | 여름 | 아라시야마 (호즈쿄 편)   | 嵐山（川下り）                                         |
| 1995년 | 여름 | 아라시야마 (도게쓰교 편) | 嵐山（渡月橋）                                         |
| 1995년 | 여름 | 쇼렌인                   |                                                        |
| 1995년 | 가을 | 도지인                   |                                                        |
| 1995년 | 가을 | 난젠지                   |                                                        |
| 1995년 | 겨울 | 도지                     |                                                        |
| 1996년 | 봄   | 고다이지                 |                                                        |
| 1996년 | 봄   | 다이카쿠지               |                                                        |
| 1996년 | 여름 | 묘신지                   |                                                        |
| 1996년 | 여름 | 고류지                   |                                                        |
| 1996년 | 가을 | 쇼덴지                   |                                                        |
| 1996년 | 가을 | 고토인                   |                                                        |
| 1996년 | 가을 | 에이칸도                 |                                                        |
| 1997년 | 봄   | 철학의 길                | 哲学の道                                               |
| 1997년 | 여름 | 시센도                   |                                                        |
| 1997년 | 여름 | 쇼코쿠지                 |                                                        |
| 1997년 | 가을 | 도후쿠지                 |                                                        |
| 1997년 | 겨울 | 지온인                   |                                                        |
| 1998년 | 봄   | 니조성                   |                                                        |
| 1998년 | 여름 | 오바이인                 |                                                        |
| 1998년 | 여름 | 구라마야마               |                                                        |
| 1998년 | 가을 | 센뉴지                   |                                                        |
| 1998년 | 겨울 | 야사카 신사              |                                                        |
| 1999년 | 봄   | 요시미네데라             | 광고 마지막의 로고송 부분을 신칸센 700계 전동차로 변경 |
| 1999년 | 여름 | 호센인                   |                                                        |
| 1999년 | 가을 | 호넨인                   |                                                        |
| 1999년 | 겨울 | 다이센인                 |                                                        |

| 연도   | 절기 | 장소                  | 비고           |
| ------ | ---- | --------------------- | -------------- |
| 2000년 | 봄   | 비샤몬도              |                |
| 2000년 | 여름 | 만푸쿠지              |                |
| 2000년 | 가을 | 도후쿠지・고묘인      | 東福寺・光明院 |
| 2001년 | 가을 | 다이고지              |                |
| 2002년 | 봄   | 덴류지                |                |
| 2002년 | 가을 | 신뇨도                |                |
| 2003년 | 여름 | 뵤도인                |                |
| 2004년 | 여름 | 진고지                |                |
| 2004년 | 가을 | 기요미즈데라          |                |
| 2005년 | 가을 | 요시미네데라          |                |
| 2006년 | 봄   | 기온・마루야마 공원   | 祇園・円山公園 |
| 2006년 | 가을 | 만슈인                |                |
| 2007년 | 봄   | 가모와케이카즈치 신사 |                |
| 2007년 | 가을 | 사가노・아라시야마    | 嵯峨野・嵐山   |
| 2007년 | 가을 | 사가노・다이카쿠지    | 嵯峨野・大覚寺 |
| 2008년 | 봄   | 난젠지                |                |
| 2008년 | 여름 | 히에이산엔랴쿠지      |                |
| 2008년 | 가을 | 오하라노사토          | 大原の里       |
| 2008년 | 가을 | 오하라・산젠인        | 大原・三千院   |
| 2009년 | 봄   | 다이고지              |                |
| 2009년 | 가을 | 센뉴지                |                |
| 2009년 | 가을 | 고묘지                | 光明寺         |

| 연도   | 절기 | 명소                 | 비고 |
| ------ | ---- | -------------------- | --- |
| 2010년 | 봄   | 닌나지               | |
| 2010년 | 여름 | 기요미즈데라         | |
| 2010년 | 가을 | 곤카이코묘지         | |
| 2011년 | 봄   | 도지                 | |
| 2011년 | 여름 | 혼간지 일대          | 本願寺界隈. 히가시혼간지와 니시혼간지                                                                     |
| 2011년 | 가을 | 비샤몬도             | |
| 2012년 | 봄   | 료안지               | |
| 2012년 | 여름 | 후시미 이나리 신사   | |
| 2012년 | 가을 | 니손인               | |
| 2013년 | 봄   | 묘신지 다이조인      | 妙心寺 退蔵院                                                                                             |
| 2013년 | 여름 | 이와시미즈 하치만궁  | |
| 2013년 | 가을 | 난젠지 덴주안        | |
| 2014년 | 봄   | 주린지               | |
| 2014년 | 여름 | 만푸쿠지             | |
| 2014년 | 가을 | 겐코안               | |
| 2015년 | 봄   | 교토의 벚꽃          | 京都の桜. 지금까지 제작된 봄 편을 총집합.                                                                 |
| 2015년 | 여름 | 초여름의 교토        | 初夏の京都. 지금까지 제작된 여름 편을 총집합.                                                             |
| 2015년 | 여름 | 가모미오야 신사      | |
| 2015년 | 가을 | 교토의 단풍          | 京都の紅葉. 지금까지 제작된 가을 편을 총집합.                                                             |
| 2016년 | 봄   | 교토 어소            | |
| 2016년 | 가을 | 덴류지               | |
| 2017년 | 봄   | 니조성               | |
| 2017년 | 가을 | 도지                 | |
| 2018년 | 봄   | 가주지               | |
| 2018년 | 가을 | 잇큐지               | 25주년 기념 광고. '그래 (SINCE 1993) KYOTO 가자.' (일본어: そうだ(SINCE 1993) KYOTO 行こう。)로 표기했다. |
| 2019년 | 봄   | 가모가와강           | 나레이션 담당 교체                                                                                        |
| 2019년 | 여름 | 기오지・조잣코지     | |
| 2019년 | 가을 | 신뇨도・곤카이코묘지 | |

| 연도   | 절기   | 명소           | 비고                                                  |
| ------ | ------ | -------------- | ----------------------------------------------------- |
| 2020년 | 봄     | 다이토쿠지     |                                                       |
| 2022년 | 여름   | 겐닌지         |                                                       |
| 2022년 | 가을   | 진고지         |                                                       |
| 2023년 | 봄     | 꽃 피는 교토   | 花咲く京都. 웹 동영상에서만 공개.                     |
| 2023년 | 초여름 | 로쿠하라미쓰지 | 홈페이지 등에서는 '공야상인 편'(空也上人篇)으로 소개. |
| 2023년 | 가을   | 난젠지         |                                                       |

### 관련 캠페인

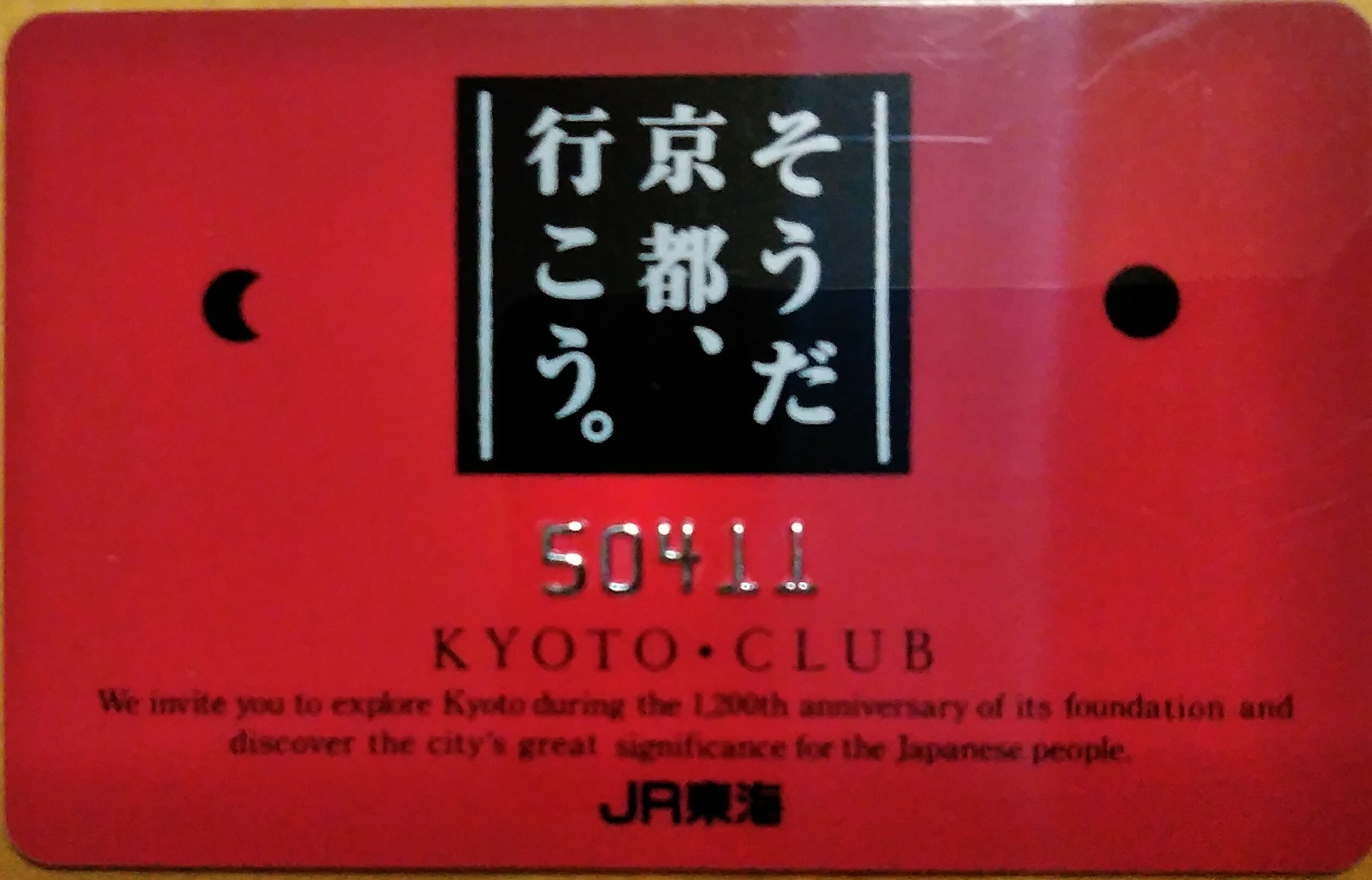
KYOTO・CLUB 회원증

캠페인이 시작된 1993년부터 10년간 전용 회원제 서비스인 'KYOTO·CLUB’이 운영되었다. 교토에 도착한 뒤 제휴처에서 제시하면 할인 서비스를 받는 회원중과 연간 패스포트가 발부되었으며, 도카이도 신칸센과 교토 시내 호텔을 결합한 스페셜 투어도 제공되었다.
'그래, 교토에 가자' 캠페인의 새로운 연계 캠페인으로 2016년부터 '그래, 교토는 지금이다'(일본어: そうだ 京都は、今だ。)가 시작되었다. 여기서는 교토의 문화와 예술에 초점을 맞추고, 기간 한정으로 공개되는 문화유산을 포스터와 TV 광고로 소개하고 있다. 나레이션은 고바야시 사토미, 편곡은 가와이 겐지가 담당하고 있다.

## 수상 경력
- 2009년 - 교토 창조자상(관광·환경부문)[1]

## 관련 서적
- 『そうだ 京都、行こう。 保存版』（淡交社, 2004년 10월 발행, ISBN 978-4473020932）
- 『「そうだ 京都、行こう。」の20年』（ウェッジ, 2014년 9월 발행, ISBN 978-4863101319）
- 『「そうだ 京都、行こう。」が長く続くわけ　多くの人に受け入れられる良い広告とは』（交通新聞社新書、2024년 11월 발행, ISBN	978-4-330-05424-7）